# Гайанская пресвитерианская церковь
Гайанская пресвитерианская церковь (англ. The Presbyterian Church of Guyana) — это христианская протестантская церковь в Южной Америке. 

## История
Церковь была основана миссионерами Церкви Шотландии. 23 сентября 1815 года шотландцы купили у голландцев недостроенное здание церкви. Это был храм Святого Андрея в Джорджтауне. Первым священником был Арчибальд Браун, прибывший в сентябре 1816 года.
Многие прихожане церкви были рабовладельцами, но с 1821 года к богослужениям допускались и рабы.
Церковь развивалась, в 1837 году была образована «Гайанская пресвитерианская церковь». К 1861 году она поглотила остатки Голландской реформатской церкви Южной Африки в Гайане.
В 1945 году пресвитерии была выплачена крупная сумма, и Церковь Шотландии прекратила финансовую помощь. В 1967 году Церковь Шотландии перестала включать пресвитерию в ряд своих подразделений, и церковь стала автономной деноминацией.

## Статистика
Членство составляет 5600 человек в 25 общинах.

## Доктрина
Церковь придерживается Вестминстерского исповедания.

## Межцерковные связи
Церковь является членом Всемирного сообщества реформатских церквей.